# St. Gertrudis (Utrecht)
Koordinaten: 52° 5′ 19,4″ N, 5° 7′ 0,2″ O
Die Kathedralkirche St. Gertrudis zu Utrecht ist die 1914 erbaute Bischofskirche des altkatholischen Erzbistums Utrecht. Sie steht als Rijksmonument unter Denkmalschutz.

## Geschichte

### Entstehung der altkatholischen Kirche
Die Alt-Katholische Kirche der Niederlande entstand im ersten Viertel des 18. Jahrhunderts, als ein Teil des nach der Reformation noch verbliebenen Klerus der katholischen Kirche entgegen dem Willen der Kurie einen Erzbischof von Utrecht wählte und dieser 1724 durch den Missionsbischof Dominique Varlet zum Bischof geweiht wurde.

### Vorgängerbauten
Die erste alt-katholische Bischofskirche in Utrecht war eine Schuilkerk an der Mariahoek, ebenfalls unter dem Patrozinium der hl. Gertrud von Nivelles. Der Vorgängerbau am Ort der heutigen St.-Gertrudis-Kathedrale war die 1844 wegen Baufälligkeit abgebrochene mittelalterliche Marienkirche, deren Formensprache das heutige Gebäude aufnimmt.

## Architektur

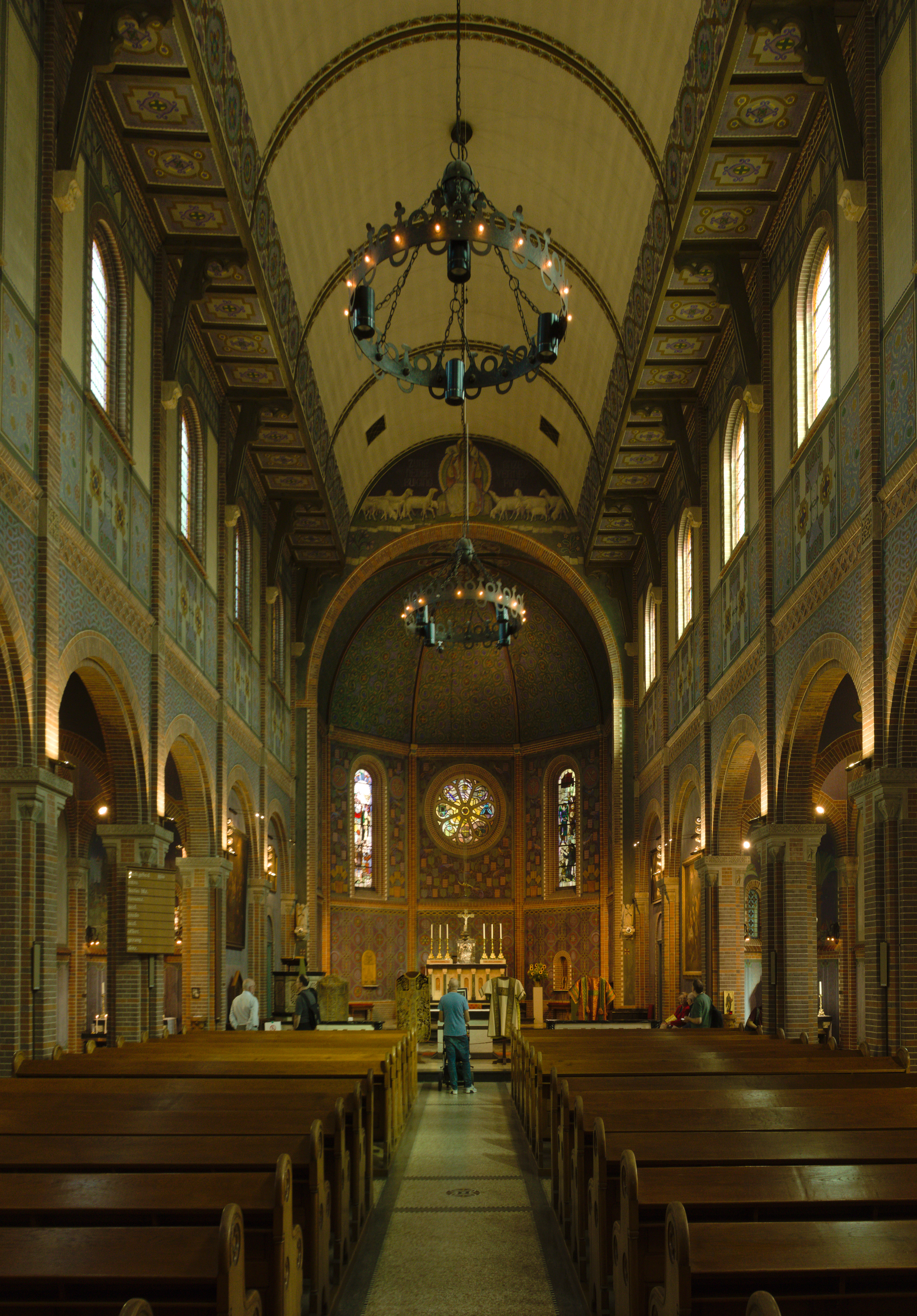
Blick zum Altar (2022)

Die Kirche wurde von dem Architekten E.G. Wentinck Jr. entworfen, der bereits 1911 das Pfarrhaus der Gemeinde erbaut hatte. Der neoromanische Baustil erinnert bewusst an den der Marienkirche. Der neugotische Stil wurde hier vermieden, da man ihn zu jener Zeit als Ausdruck eines römischen Triumphalismus ansah. Bauherr war der Utrechter Pfarrer Comelis Deelder, der auf den Grundstein (heute hinter dem Altar) schreiben ließ: Votum Vovit Deo („Ein Gelübde legte er vor Gott ab“).
In Anlehnung an den romanischen Baustil des Mittelalters wurde die Kirche innen reich mit Gemälden geschmückt. Dazu gehört die Fassung des Triumphbogens nach Motiven aus San Apollinare in Classe zu Ravenna. Die Kommunionbänke verweisen auf diejenigen von San Apre in der Toskana. Die schmiedeeiserne Begrenzung der Taufkapelle findet ihr genaues Gegenstück in der Kirche Santa Prassede in Rom, während die Leuchter denen im Aachener Dom entsprechen. Die Mosaiken oberhalb der Türpartien im Westgiebel stellen die heilige Gertrud und den heiligen Willibrord, den ersten Bischof von Utrecht, dar.

## Ausstattung
Der Hochaltar, auch Sakramentsaltar genannt, stammt aus dem Jahr 1914 und ist ein Geschenk eines Gemeindemitgliedes. Darauf steht ein prachtvoller Tabernakel, der 1731 von dem Utrechter Silberschmied Nicolaas Verhaar gefertigt und der Kirche gestiftet wurde. Auf der Tür befindet sich eine Darstellung der Hochzeit zu Kana, bei der Jesus Wasser in Wein verwandelte. Im Inneren des Hochaltars werden mittelalterliche Reliquien der Heiligen Agnes, Laurentius, Cunera, Gregorius, Fredericus und Bernulfus aufbewahrt, die meisten von ihnen haben einen Bezug zu Utrecht.
Der Volksaltar stammt aus dem Jahre 1989 und trägt die Inschrift: „Gezegend zijt Gij, (Heer onze God), Koning van de wereld, die brood doet voortkomen uit de aarde. Gezegend zijt Gij (Heer onze God), Koning van de wereld, Schepper van de vrucht van de wijnstok.“ („Gepriesen seist du, Herr unser Gott, König der Welt, der du Brot lässt hervorkommen aus der Erde. Gepriesen seist du, Herr unser Gott, König der Welt, Schöpfer der Frucht des Weinstockes.“) Neben dem Altar steht die Kathedra des Erzbischofs und es befindet sich dort das Chorgestühl des Metropolitankapitels aus dem Jahre 1880.
Auf dem Altar der linken Seitenkapelle befindet sich eine hölzerne Statue von Maria mit dem Jesuskind, die aus der Buurkerk stammt und um 1470 durch Adrian von Wesel geschaffen wurde. Im Jahre 1580 versteckten Angehörige der Gemeinde das Bild wegen der Verfolgung durch die Reformierten, nach der Errichtung der Schuilkerk fand es dort seinen Platz. Als diese 1989 aufgegeben wurde, kam die Statue in die St.-Gertrudis-Kathedrale.
In der rechten Seitenkapelle befindet sich die Jakobuskapelle mit einem Teil des ursprünglich für die St.-Jakobuskirche aus Eichenholz geschnitzten Altares. Darauf steht ein weiterer Tabernakel aus dem 17. Jahrhundert, der ebenfalls aus der Schuilkerk stammt.

## Orgel

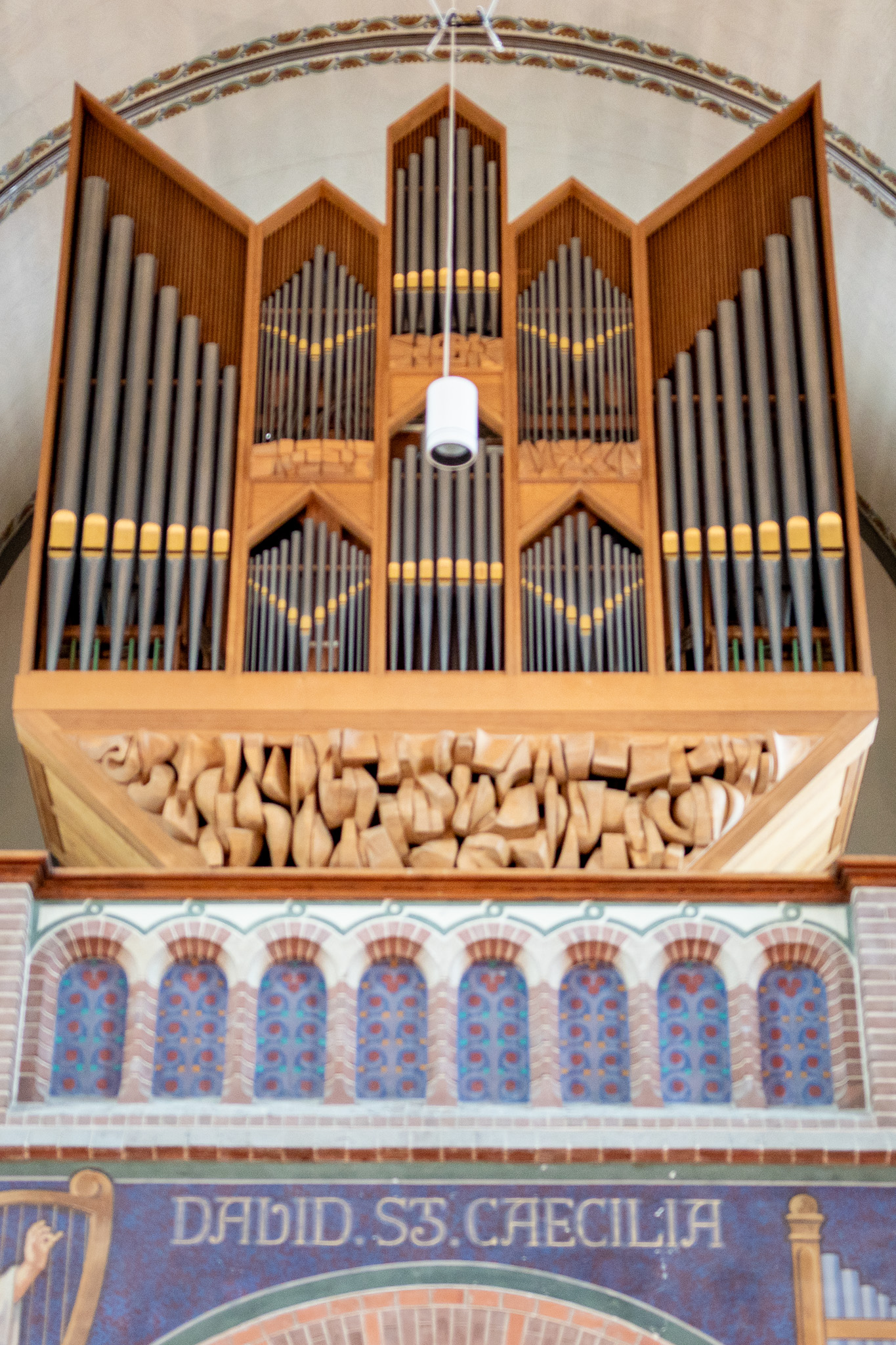
Die Orgel

Die Orgel wurde 1968 durch die Orgelbaufirma K.B. Blank en Zoon in Herwijnen (Gemeinde Lingewaal) gebaut. Es handelt sich um eine Schleifladenorgel, die über 21 Register in zwei Manualen und Pedal verfügt. Die Disposition lautet wie folgt:
| I Hoofdwerk C–g3 |    |
| Prestant         | 8′ |
| Roerfluit        | 8′ |
| Quintadeen       | 8′ |
| Octaaf           | 4′ |
| Gedekte fluit    | 4′ |
| Woudfluit        | 2′ |
| Mixtuur III–IV   |    |
| Cornet V         |    |
| Trompet          | 8′ |

| II Bovenwerk C–g3 |       |
| Holpijp           | 8′    |
| Viola 8           | 8′    |
| Prestant          | 4′    |
| Roerfluit         | 4′    |
| Octaaf            | 2′    |
| Nasard            | 1 ⁄3′ |
| Scherp III–IV     |       |
| Dulciaan          | 8′    |

| Pedal C–f1 |     |
| Subbas     | 16′ |
| Prestant   | 8′  |
| Octaaf     | 4′  |
| Fagot      | 16′ |

- Koppeln: II/I, I/P, II/P